# Società Sportiva Barletta 1976-1977
Questa pagina raccoglie le informazioni riguardanti la Società Sportiva Barletta nelle competizioni ufficiali della stagione 1976-1977.

## Rosa
| N. |                   | Ruolo | Calciatore            |
| -- | ----------------- | ----- | --------------------- |
|    | Italia (bandiera) | D     | Gianni Biasio         |
|    | Italia (bandiera) | C     | Ciro Bilardi          |
|    | Italia (bandiera) | C     | Paolo Cariati         |
|    | Italia (bandiera) | A     | Andrea Conte          |
|    | Italia (bandiera) | A     | Francesco De Palo     |
|    | Italia (bandiera) | D     | Emanuele Di Benedetto |
|    | Italia (bandiera) | C     | Vincenzo di Modugno   |
|    | Italia (bandiera) | A     | Bruno Faccin          |
|    | Italia (bandiera) | P     | Michele Filannino     |
|    | Italia (bandiera) | C     | Vito Iosche           |
|    | Italia (bandiera) | D     | Domenico La Mura      |

| N. |                   | Ruolo | Calciatore         |
| -- | ----------------- | ----- | ------------------ |
|    | Italia (bandiera) | A     | Dino Lugheri       |
|    | Italia (bandiera) | C     | Claudio Marson     |
|    | Italia (bandiera) | D     | Michele Merafina   |
|    | Italia (bandiera) | D     | Antonio Paparella  |
|    | Italia (bandiera) | D     | Michele Patat      |
|    | Italia (bandiera) | C     | Gianni Pauselli    |
|    | Italia (bandiera) | P     | Mario Rama         |
|    | Italia (bandiera) |       | P. Ricci           |
|    | Italia (bandiera) | A     | Antonio Rossi      |
|    | Italia (bandiera) | D     | Pier Giorgio Sambo |
|    | Italia (bandiera) | C     | Alberino Tiozzo    |